# Interprétation des rêves dans l'islam
Pour les articles homonymes, voir Interprétation des rêves (homonymie).
 (avril 2010).
Si vous disposez d'ouvrages ou d'articles de référence ou si vous connaissez des sites web de qualité traitant du thème abordé ici, merci de compléter l'article en donnant les références utiles à sa vérifiabilité et en les liant à la section « Notes et références ».
 (avril 2010).
- Si vous ne connaissez pas le sujet, laissez ce bandeau (vous pouvez alors contacter les auteurs).
- Si vous supprimez le contenu mis en cause (vous pouvez préalablement contacter les auteurs),

argumentez précisément cette suppression dans la page de discussion
(un manque de référence n'est pas un argument ; une recherche réelle de référence doit avoir été effectuée, être formellement documentée).
 (juin 2018).
 (novembre 2022).

Cette page concerne l’interprétation des rêves en Islam. 
Le prophète Joseph (youssef) en arabe savait interpréter les rêves c est d ailleurs ce qui l a sauvé de la prison et de la mort .

## Le sommeil et le rêve dans leCoranet leshadiths

### Dans le Coran
La sourate Yusuf (sourate XII) accorde une importance particulière à l'interprétation des rêves.
Elle commence par le propre rêve du patriarche Joseph (Yusuf) :

« Nous te racontons le meilleur récit, grâce à la révélation que Nous te faisons dans ce Coran même si tu étais auparavant du nombre des inattentifs (à ces récits). (3) Quand Joseph dit à son père: «Ô mon père, j’ai vu [en songe], onze étoiles, et aussi le soleil et la lune; je les ai vus prosternés devant moi». (4) «Ô mon fils, dit-il, ne raconte pas ta vision à tes frères car ils monteraient un complot contre toi; le Diable est certainement pour l’homme un ennemi déclaré. (5) Ainsi ton Seigneur te choisira et t’enseignera l’interprétation des rêves, et Il parfera Son bienfait sur toi et sur la famille de Jacob, tout comme Il l’a parfait auparavant sur tes deux ancêtres, Abraham et Isaac, car ton Seigneur est Omniscient et Sage. (6) »

Puis, sont citées les rêves de ses deux compagnons de prisons avec l'interprétation :

« Deux valets entrèrent avec lui en prison. L’un d’eux dit: «Je me voyais [en rêve] pressant du raisin...» Et l’autre dit: «Et moi, je me voyais portant sur ma tête du pain dont les oiseaux mangeaient. Apprends-nous l’interprétation (de nos rêves), nous te voyons au nombre des bienfaisants». (36) «La nourriture qui vous est attribuée ne vous parviendra point, dit-il, que je ne vous aie avisés de son interprétation [de votre nourriture] avant qu’elle ne vous arrive. Cela(1) fait partie de ce que mon Seigneur m’a enseigné. Certes, j’ai abandonné la religion d’un peuple qui ne croit pas en Allah et qui nie la vie future». (37) Et j’ai suivi la religion de mes ancêtres, Abraham, Isaac et Jacob. Il ne nous convient pas d’associer à Allah quoi que ce soit. Ceci(1) est une grâce d’Allah sur nous et sur tout le monde; mais la plupart des gens ne sont pas reconnaissants. (38) Ô mes deux compagnons de prison! Qui est le meilleur: des Seigneurs éparpillés ou Allah, l’Unique, le Dominateur suprême? (39) Vous n’adorez, en dehors de Lui, que des noms que vous avez inventés, vous et vos ancêtres, et à l’appui desquels Allah n’a fait descendre aucune preuve. Le pouvoir n’appartient qu’à Allah. Il vous a commandé de n’adorer que Lui. Telle est la religion droite; mais la plupart des gens ne savent pas. (40) Ô mes deux compagnons de prison! L’un de vous donnera du vin à boire à son maître; quant à l’autre, il sera crucifié, et les oiseaux mangeront de sa tête. L’affaire sur laquelle vous me consultez est déjà décidée.» (41) Et il dit à celui des deux dont il pensait qu’il serait délivré: «Parle de moi auprès de ton maître.(42) »

Par la suite le rêve du Roi de l'Égypte est annoncé avec son interprétation :

« Et le roi dit : «En vérité, je voyais (en rêve) sept vaches grasses mangées par sept maigres ; et sept épis verts, et autant d’autres, secs. Ô conseil de notables, donnez-moi une explication de ma vision, si vous savez interpréter le rêve» (43) Ils dirent : «C’est un amas de rêves! Et nous ne savons pas interpréter les rêves!» (44) Or, celui des deux qui avait été délivré et qui, après quelque temps se rappela, dit : «Je vous en donnerai l’interprétation. Envoyez-moi donc». (45) «Ô toi, Joseph, le véridique ! Eclaire-nous au sujet de sept vaches grasses que mangent sept très maigres, et sept épis verts et autant d’autres, secs, afin que je retourne aux gens et qu’ils sachent [l’interprétation exacte du rêve]». (46) Alors [Joseph dit]: «Vous sèmerez pendant sept années consécutives. Tout ce que vous aurez moissonné, laissez-le en épi, sauf le peu que vous consommerez. (47) Viendront ensuite sept années de disette qui consommeront tout ce que vous aurez amassé pour elles sauf le peu que vous aurez réservé [comme semence]. (48) Puis, viendra après cela une année où les gens seront secourus [par la pluie] et iront au pressoir. (49) »

Enfin, la sourate se termine par l'interprétation et la réalisation du rêve de Joseph cité dans les premiers versets :

« Lorsqu’ils s’introduisirent auprès de Joseph, celui-ci accueillit ses père et mère, et leur dit : «Entrez en Egypte, en toute sécurité, si Allah le veut!» (99) Et il éleva ses parents sur le trône, et tous tombèrent devant lui, prosternés(1). Et il dit: «Ô mon père, voilà l’interprétation de mon rêve de jadis. Allah l’a bel et bien réalisé... Et Il m’a certainement fait du bien quand Il m’a fait sortir de prison et qu’Il vous a fait venir de la campagne, [du désert], après que le Diable ait suscité la discorde entre mes frères et moi. Mon Seigneur est plein de douceur pour ce qu’Il veut. Et c’est Lui l’Omniscient, le Sage. (100) Ô mon Seigneur, Tu m’as donné du pouvoir et m’as enseigné l’interprétation des rêves. [C’est Toi Le] Créateur des cieux et de la terre, Tu es mon patron, ici-bas et dans l’au-delà. Fais-moi mourir en parfaite soumission et fais moi rejoindre les vertueux. (101) »

### Dans les hadiths
Le hadith no 6474 du Sahih al-Bukhari affirme sans ambiguïté que le rêve « véridique » est une partie de la prophétie, qui va durer jusqu'à la fin des temps. Au XIVe siècle, Ibn Qayyim al-Jawziyya avance que le rêve « véridique » est le prélude de la prophétie, et que son caractère prémonitoire est fonction de la sincérité de celui qui le voit. Celui qui aura le privilège de voir des rêves prémonitoires sera ainsi le plus sincère dans ses paroles parmi les hommes.
Le prophète a classifié les rêves en trois catégories :
- le rêve « véridique », qui est une émanation de Dieu.
- les rêves sataniques, qui sont des susurrements d'Iblis et de ses soldats.
- les songes équivoques issus simplement des passions humaines

#### Le prophèteMahometinterprète des rêves
D’après Ibn `Abbâs, un homme vint trouver l'Envoyé d'Allah  et lui dit :
Cette nuit j'ai vu en songe un nuage qui laissait tomber en gouttes du beurre et du miel et la foule se précipitait pour les recueillir dans leurs paumes, les uns en prenant peu, d'autres beaucoup, lorsque tout à coup une corde lia le ciel à la terre et je te vis saisir cette corde et t'élever dans les airs. Puis vint un autre homme qui saisit la corde et s'éleva également ; il vint ensuite un autre qui fit la même chose, puis un troisième vint et saisit la corde qui se rompit puis se rejoignit de nouveau afin de lui permettre de s'élever également.

- O Envoyé d'Allah, toi, pour qui je sacrifierais la vie de mon père, dit alors 'Abû Bakr, au nom d'Allah, laisse-moi donner l'interprétation de ce songe.

- Interprète-le, répondit le Prophète. 

- Le nuage, reprit 'Abû Bakr, c'est l'islam ; le miel et le beurre qui en tombaient c’est le Coran avec sa beauté et sa douceur ; c'est le Coran dont les uns lisaient beaucoup et les autres peu. Quant à la corde liant le ciel à la terre, c'est la Vérité que tu nous as apportée et c'est en t'y attachant qu'Allah t'a élevé. Après toi, viendra un homme qui se saisira de cette corde (de la Vérité) et qui, grâce à elle, s'élèvera. Un autre homme viendra ensuite et fera de même. Enfin, viendra un homme qui se saisira de la corde qui se rompra puis se rejoindra et l'homme s'élèvera. O Envoyé d'Allah ! Toi pour qui je sacrifierais la vie de mon père, dis-moi si ce que j'ai dit est juste ou faux.

- Ton interprétation, répliqua le Prophète, est en partie juste et en partie fausse.

- Par Dieu, ô Envoyé d'Allah, dis-moi, je t'en conjure, en quoi je me suis trompé.

- N'adjure pas, répondit le Prophète.
— sahih Mouslim, hâdith, n° 4214

#### La formule de l'adhan est issue d'un rêve d'un dessahaba
Après l'ordonnance de la salat, le prophète et ses compagnons étaient préoccupé de choisir un moyen pour l'appel à la prière (adhan). Ils avaient le choix entre la trompette (Bûq) des Juifs et la cloche (Nâqûs) des Chrétiens.
Abdullah Ibn Zayd vint voir le Prophète :

« J'ai vu cette nuit en songe un homme m'aborder ; il était vêtu de deux vêtements de couleur verte ; il tenait dans les mains une simandre. Je lui dis : « Ô serviteur de Dieu, vends-tu cette simandre ? » Il me demanda : « Qu'en feras-tu ? » Je répondis : « Nous nous en servirons pour appeler à la prière. » Il me dit : « Ne voudras-tu pas que je te montre mieux que cela ? » « Qu'est-ce ? » lui demandais-je - « Tu diras, répondis-il : Allâhu Akbar, ... » (suit la formule de l'adhan). »

## L'interprétation des rêves est un art et non une science
La société musulmane, dans laquelle l'interprétation des rêves reste autorisée, est très différente d'un occident chrétien séparé de l'inconscient, mais elle n'a pas développé de véritables méthodes d'interprétation des rêves.
L'ouvrage d'Ibn Sīrīn L'interprétation des Rêves (VIIIe siècle) reste une référence dans le domaine de l'oniromancie arabe. Plusieurs traductions en langues étrangères ont été réalisées.
Selon Ibn Hajar al-Asqalani , le Prophète aurait dit qu'il ne fallait pas interpréter les rêves n'importe comment. L'interprétation se base sur la compréhension du symbolisme. Ce symbolisme a des aspects universels et d'autres qui sont régionaux, car liés aux cultures. Ainsi, la vue du Soleil dans le rêve peut symboliser le père ou l'autorité politique du pays du songeur selon le contexte du rêve. La couleuvre peut indiquer les biens terrestres, etc.
Un hadith sahih[Lequel ?] du Prophète avertit qu'il ne faut pas prendre à la légère l'interprétation des rêves. Il annonce que le rêve se trouve sur les pattes d'oiseau, il tomberait une fois interprété. Ainsi, si l'interprétation d'un bon rêve se fait dans un sens contraire, il se peut que le mal surviendra au lieu du bien.